# 桜井せな
桜井 せな（さくらい せな）、1984年5月18日 - ）は千葉県出身のタレントである。RUF所属。

## 人物・来歴
- 小学校卒業時、新聞のサンミュージックの募集広告の酒井法子を見てここに入りたいと思いオーディションを受け芸能活動を始める。
- 祖父が元国鉄職員だった影響で鉄道ファンになる。撮り鉄の傾向が強く、ブログには鉄道写真が多く掲載されるが、取材の一環でSL運転の経験も持つ。祖父から譲り受けた全国のSLの切符や昔の時刻表、線路の一部も所持。その他の鉄道グッズには、ファンからのプレゼントも含め総額50万円位は下らないとのこと。「蒸気機関車ドル」と言われたこともある[1]。好きな形式は貴婦人と呼ばれるC57形。
- 酒好きで洋酒より日本酒や焼酎などが好み[2]でよく飲む。周りで酔い潰れていく人を見るのが好き。家族で休肝日があり「水・木曜日は家では飲まない」。嗜好も帆立貝のバター焼きや燻製など酒飲みらしい物が好きだが生のトマトは嫌いで種の周りのゼリー状の食感や味が腹だたしいとのこと。
- 好きな有名人は竹野内豊で「会った時は抱いて欲しい。」との事。他に野際陽子や川田利明が好き。
- 十文字ゆりか（=お笑いトリオ「トリコロール」梨花）と岸本梓は日出女子学園高等学校時代の同級生だった[3][4]。
- 太田プロダクションの芸能人女子フットサルチーム「YOTSUYA CLOVERS」に所属していたが、2006年12月29日のファンイベントをもって退団するも2008年1月に「chakuchaku J.b」に加入。ほぼ1年ぶりに選手として復帰した。背番号は「4」。2009年2月からはキャプテンを務めていた。
- 2011年10月15日、自身のブログで結婚したことを発表[5]。2014年5月23日に長男を出産[6]、2016年5月11日に次男を出産[7]。

## 出演

### TV
- 桃いろ（瀬戸内海放送）
- 運びきれない思い出（BS-i）
- 街道てくてく旅（NHK） - 中山道完全踏破のウイークリーダイジェストのナレーター
- 北野タレント名鑑（2004年7月30日、フジテレビ）
- 本日開館!夢のSL記念館（2007年5月3日 ※6時間生放送、NHK）
- BSデジタル号がゆく!〜ブルートレイン 九州一周の旅〜（、2010年9月4日・5日、NHK BSハイビジョン）

### インターネット
- 宇宙一せまい授業!（あっ!とおどろく放送局）
- RUF放送局（あっ!とおどろく放送局）
- ハイキングウォーキングのアイドル★チェキ!（2009年2月、GyaOジョッキー）
- アメリカザリガニのアイドル★チェキ!II（2009年3月2日 - 8月24日、GyaOジョッキー）
- GyaO@アイドルオンエア（GyaO）

### ラジオ
- MORNING GROOVE（2011年1月1日 - 2014年3月30日、bayfm）
- miracle!!（bayfm） - PRECIOUS REPORT月・火曜担当

### CM
- NTTドコモ
- 森永製菓

### 舞台
- And the Shall Dance〜そして心は踊る